# Bo Qu
Bo Qu (kinesiska: 波曲) är ett vattendrag i Kina. Det ligger i den autonoma regionen Tibet, i den sydvästra delen av landet, omkring 140 kilometer nordväst om regionhuvudstaden Lhasa.
Genomsnittlig årsnederbörd är 563 millimeter. Den regnigaste månaden är juli, med i genomsnitt 130 mm nederbörd, och den torraste är november, med 3 mm nederbörd.